# Alt-attribuut
Het alt-attribuut is een attribuut dat in HTML- en XHTML-bestanden wordt gebruikt om alternatieve tekst (alt-tekst) op te geven. 
De tag wordt gebruikt als een soort label van een afbeelding, het vertelt aan de zoekmachines wat er exact op een afbeelding te zien is.
Het attribuut werd geïntroduceerd in HTML 2 en was in HTML 4.01 verplicht voor de tags img en area. Het is optioneel voor de input tag en de verouderde applet tag.

## Voorbeeld
Hier is een afbeelding waarvan het alt-attribuut "In de lucht wappert een rode vlag met een wit kruis" is. 
De HTML voor deze afbeelding zou er ongeveer als volgt uit kunnen zien:
```
<
img
 
alt
=
"In de lucht wappert een rode vlag met een wit kruis"
 
src
=
"http://upload.a.org/wikipedia/commons/thumb/8/83/Dannebrog.jpg/180px-Dannebrog.jpg"
>

```